# Walt Disney Animation Studios
Walt Disney Animation Studios (trước đây được biết đến với tên gọi Walt Disney Feature Animation, Walt Disney Productions và Disney Brothers Cartoon Studio), là một xưởng sản xuất phim hoạt hình của Hoa Kỳ chuyên sản xuất các sản phẩm phim hoạt hình, phim ngắn và chương trình truyền hình cho Công ty Walt Disney. Thành lập vào ngày 16 tháng 10 năm 1923, công ty này là một bộ phận của The Walt Disney Studios có trụ sở tại Burbank, California. Hãng đã sản xuất 60 phim, mở đầu với Nàng Bạch Tuyết và bảy chú lùn (1937), và gần đây nhất là Encanto: Vùng đất thần kỳ (2021).
Ban đầu được thành lập với tên gọi Disney Brothers Cartoon Studio và sau đó hợp nhất với Walt Disney Productions vào năm 1929, hãng phim bắt đầu hoạt động chuyên về sản xuất phim hoạt hình ngắn cho tới khi được mở rộng sang sản xuất phim hoạt hình dài chiếu rạp từ năm 1934 đến nay. Trong quá trình Công ty Walt Disney tái cơ cấu toàn bộ tổ chức vào năm 1986, hãng phim này đã chính thức trở thành một công ty con của công ty này dưới tên gọi Walt Disney Feature Animation, và lấy tên như hiện nay vào năm 2006, khi nó được đặt dưới quyền điều hành của The Walt Disney Studios cùng với Hãng phim hoạt hình Pixar (Pixar Animation Studios), được Disney mua lại cùng năm đó.
Trong quá trình tồn tại của mình, Walt Disney Animation Studios được công nhận là hãng phim hoạt hình đầu tiên của Hoa Kỳ, và đã phát triển nhiều công nghệ sau này trở thành chuẩn mực của ngành sản xuất phim hoạt hình truyền thống. Các bộ phim hoạt hình của hãng là một phần trong số những tác phẩm xuất sắc đáng chú ý nhất của Disney, và những ngôi sao trong loạt phim hoạt hình ngắn của họ – chuột Mickey, vịt Donald, Goofy, và Pluto – đã trở thành những nhân vật được công nhận trong nền văn hoá đại chúng, cũng như đã trở thành linh vật của cả công ty The Walt Disney Company nói chung.
Walt Disney Animation Studios, ngày nay được điều hành bởi những người đứng đầu Pixar Edwin Catmull và John Lasseter, tiếp tục sản xuất những sản phẩm hoạt hình sử dụng cả công nghệ vẽ tay truyền thống và công nghệ mô phỏng hình ảnh trên máy tính (computer generated imagery). Bộ phim thứ 53 của họ, Nữ hoàng băng giá đã ra mắt vào 27 tháng 11 năm 2013. Sản phẩm thứ 54 của họ, Biệt đội Big Hero 6 đã ra mắt vào ngày 7 tháng 11 năm 2014.

## Lịch sử

### Thập niên 1920: Thành lập và những năm đầu
Hai công dân của thành phố Kansas, Missouri Walt Disney và Roy O. Disney thành lập công ty Disney Brothers Cartoon Studio tại Los Angeles vào năm 1923, sản xuất một series phim ngắn không có tiếng Alice Comedies với sự tham gia diễn xuất của một số nữ diễn viên nhí trong thế giới hoạt hình. Loạt phim Alice Comedies được phân phối bởi hãng Winkler Pictures của Margaret J. Winkler, hãng này sau đó cũng phát hành series phim đề tài ngắn thứ hai của Disney, bộ phim hoạt hình toàn bộ Oswald the Lucky Rabbit, thông qua Universal Pictures bắt đầu từ năm 1927. Xưởng phim The Disney studio được thành lập tại văn phòng ở mặt trước cửa hàng trên đại lộ Kingswell, ở khu buôn bán kinh doanh của Los Angeles trước khi chuyển tới một toà nhà mới xây trên một lô đất ở số 2719, đại lộ Hyperion.
Sau những năm đầu tiên thành công với Oswald, Walt Disney cố làm mới hợp đồng của họ với Winkler Pictures, nhưng Charles Mintz, người đã lên nắm quyền điều hành việc kinh doanh sau khi kết hôn với Margaret Winkler, muốn buộc Disney chấp nhận một mức thanh toán trước thấp hơn cho mỗi tập phim Oswald. Disney từ chối, và sau khi Universal nắm giữ bản quyền loạt phim "Oswald" thay Disney, Mintz thành lập xưởng phim hoạt hình riêng để sản xuất loạt phim hoạt hình Oswald, thuê phần lớn nhân viên của Disney sang làm việc một khi hợp đồng của Disney với Mintz và Universal được hoàn tất vào giữa năm 1928.
Làm việc bí mật trong khi những nhân viên khác hoàn thành các tập phim Oswalds còn lại theo hợp đồng, Disney và họa sĩ hoạt hình chính Ub Iwerks dẫn đầu một nhóm các nhân viên trung thành trong sản xuất hoạt hình sáng tạo nên một nhân vật mới tên là chuột Mickey. Hai tập phim hoạt hình Chú chuột Mickey đầu tiên, Plane Crazy và The Galloping Gaucho, chỉ gây được ấn tượng nhỏ khi chiếu thử cho một số lượng người xem được tuyển hạn chế trong mùa hè năm 1928. Tuy nhiên, trong tập phim thứ ba của phim hoạt hình Mickey, Disney sản xuất thêm phần nhạc phim, hợp tác với nhạc sĩ Carl Stalling và doanh nhân Pat Powers, người cung cấp cho Disney công nghệ sản xuất nhạc nền trên phim "Cinephone" quan trọng của mình. Sau đó, tập phim hoạt hình thứ ba của Chú chuột Mickey Mouse, Steamboat Willie, trở thành phim hoạt hình đầu tiên của Disney với phần âm thanh được đồng bộ cùng hình ảnh, và đã đạt được thành công quan trọng trong lần ra mắt đầu tiên vào tháng 11 năm 1928 ở rạp West 57th Theatre tại thành phố New York. Series phim Chú chuột Mickey có phần âm thanh, phát hành bởi Powers thông qua hãng phim Celebrity Productions, nhanh chóng trở thành series phim hoạt hình nổi tiếng và được ưa chuộng nhất ở Hoa Kỳ. Một series phim hoạt hình có âm thanh thứ hai của Disney, Silly Symphonies, lần đầu công chiếu vào năm 1929 cùng ví The Skeleton Dance. Mỗi tập Silly Symphony là một bộ phim hoạt hình ngắn tập trung vào lĩnh vực âm nhạc hoặc một chủ đề riêng biệt.

### Thập niên 1930:Silly SymphoniesvàNàng Bạch Tuyết và bảy chú lùn
Trong năm 1930, những bất đồng về tài chính giữa Disney và Powers dẫn tới sự sáp nhập trở lại xưởng phim của Disney vào ngày 16 tháng 12 năm 1929 thành Walt Disney Productions, ký một hợp đồng phát hành phim mới với Columbia Pictures. Đáp lại điều này, Powers ký hợp đồng với Ub Iwerks, người sau đó bắt đầu sản xuất phim hoạt hình tại xưởng phim riêng của ông.
Columbia phát hành các phim ngắn của Disney trong hai năm trước khi Disney lại bắt tay vào ký kết một thoả thuận phát hành phim mới với hãng United Artists vào năm 1932. Cũng trong năm đó, Disney ký kết một hợp đồng độc quyền có thời hạn hai năm với Technicolor để được sử dụng công nghệ phim màu ba lớp mới của hãng này. Kết quả là tập phim Flowers and Trees thuộc series Silly Symphony, trở thành bộ phim hoạt hình có màu toàn bộ đầu tiên. Flowers and Trees là một thành công quan trọng, và tất cả các tập phim Silly Symphonies sau này đều được sản xuất với công nghệ Technicolor. Tập phim Three Little Pigs (Ba chú lợn con) sản xuất năm 1933 dưới định dạng Technicolor thuộc series Silly Symphony đã thành công vang dội với doanh thu phòng vé và đã trở thành một thành công lớn trong nền văn hoá đại chúng, với bài hát "Who's Afraid of the Big Bad Wolf" trở thành một bản hit phổ biến trên các bảng xếp hạng.

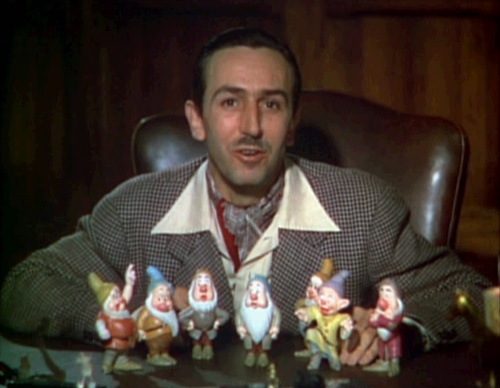
Walt Disney giới thiệu từng chú lùn trong phim, một cảnh quay từ trailer tại các rạp của bộ phim Nàng Bạch Tuyết năm 1937.

Vào năm 1934, Walt Disney tập hợp một số nhân viên chủ chốt và thông báo kế hoạch sản xuất bộ phim hoạt hình đầu tiên. Mặc dù bị nền công nghiệp điện ảnh thời đó chế nhạo và gọi dự án với cái tên "Disney's Folly" (sự điên rồ của Disney), Disney không hề nản chí và tiếp tục với việc sản xuất bộ phim Nàng Bạch Tuyết và bảy chú lùn, trở thành bộ phim hoạt hình đầu tiên bằng tiếng Anh được sản xuất với công nghệ của Technicolor. Quá trình đào tạo và phát triển đáng kể được đổ dồn vào dự án sản xuất Nàng Bạch Tuyết và bảy chú lùn, và đội ngũ nhân viên của xưởng phim có thêm rất nhiều các họa sĩ hoạt hình và các nghệ sĩ nổi tiếng từ nhiều lĩnh vực khác, ngoài ra còn có cả những sinh viên mới tốt nghiệp đại học cùng tham gia với hãng sản xuất bộ phim. Các khoá đào tạo, giám sát bởi các họa sĩ hoạt hình chính như Les Clark, Norm Ferguson, và Art Babbit với sự tham gia giảng dạy của Donald W. Graham, một giáo viên hội họa đến từ Viện nghệ thuật Chouinard gần đó, được mở tại xưởng phim vào năm 1932 và sau đó đã được mở rộng trên quy mô lớn sang đào tạo có định hướng đồng thời vẫn tiếp tục các lớp huấn luyện. Trong quá trình giảng dạy tại các lớp học này, Graham và các họa sĩ hoạt hình đã sáng tạo hoặc chuẩn hoá nhiều kỹ thuật và giai đoạn sản xuất mà sau đó đã trở thành những nguyên tắc cơ bản và yếu tố then chốt của hoạt hình truyền thống. Một số tập phim của series Silly Symphonies như The Goddess of Spring (1934) và The Old Mill (1937) được sử dụng để thử nghiệm các kĩ thuật mới như hoạt hình hoá những nhân vật con người có thực, hiệu ứng đặc biệt cho hoạt hình, và việc sử dụng công nghệ "máy quay nhiều cánh", một phát minh có tác dụng chia nhỏ các lớp tranh vẽ hoạt hình thành những "cánh" nhỏ, cho phép máy quay có thể tạo cảm giác như đang di chuyển trong không gian trong một phân cảnh của bộ phim đó.
Nàng Bạch Tuyết và bảy chú lùn tốn của Disney một số tiền khổng lồ lên tới 1.4 triệu USD để hoàn thành, và đã đạt được thành công chưa từng có trong lịch sử khi được phát hành vào tháng 2 năm 1938 bởi RKO Radio Pictures, hãng nắm giữ việc phát hành các sản phẩm của Disney từ tay United Artists vào năm 1937. Nàng Bạch Tuyết và bảy chú lùn trở thành bộ phim có doanh thu cao nhất mọi thời đại trong một thời gian ngắn trước khi bộ phim Cuốn theo chiều gió được ra mắt hai năm sau đó. Lợi nhuận từ phim Nàng Bạch Tuyết và bảy chú lùn sau đó được sử dụng để xây dựng một xưởng phim mới của Disney trên phố Buena Vista tại Burbank, nơi trụ sở của The Walt Disney Company vẫn còn tồn tại đến ngày nay.
Trong quá trình sản xuất phim Nàng Bạch Tuyết và bảy chú lùn, hãng vẫn tiếp tục thực hiện loạt phim ngắn Chú chuột Mickey và Silly Symphonies Chú chuột Mickey đã chuyển qua Technicolor từ năm 1935, vào thời điểm đó series này đã được bổ sung thêm vài nhân vật phụ quan trọng nữa, bao gồm chú chó của Mickey tên là Pluto và các bạn: vịt Donald và Goofy. Donald, Goofy và Pluto đều xuất hiện trong các series của riêng họ vào năm 1940, và các phim hoạt hình về chú vịt Donald đã từng làm lu mờ cả Chú chuột Mickey về mức độ phổ biến. Loạt phim Silly Symphonies, đã từng giành bảy giải Oscar cho phim hoạt hình ngắn hay nhất, chấm dứt vào năm 1939, nhường chỗ cho một loạt phim hoạt hình phát hành không liên tục Walt Disney Specials.

### Thập niên 1940: Những sản phẩm mới, một cuộc đình công và Chiến tranh thế giới thứ hai
Thành công của Nàng Bạch Tuyết đã cho phép Disney xây dựng một xưởng phim mới, lớn hơn ở phố Buena Vista tại Burbank, và trụ sở của Công ty Walt Disney vẫn còn tồn tại ở đó tới ngày nay. Walt Disney Productions có buổi ra mắt công chúng vào năm 1940, với Walt Disney là chủ tịch kiêm giám đốc và Roy Disney là CEO.
Thành công vang dội của "Nàng Bạch Tuyết và bảy chú lùn" cũng đã cho phép xưởng phim tiếp tục sản xuất các bộ phim hoạt hình khác. Vào năm 1940, Pinocchio (phát hành tháng 2/1940) và Fantasia lần lượt ra mắt, trở thành các phim thứ hai và thứ ba của riêng Disney sản xuất. Pinocchio ban đầu không thành công về doanh thu cho lắm. Doanh số thu về từ lần ra mắt đầu tiên của bộ phim đều thấp hơn Nàng Bạch Tuyết và bảy chú lùn trước đó và cả mong đợi của hãng. Với kinh phí lên đến 2.289 triệu USD - gấp đôi phim Nàng Bạch Tuyết và bảy chú lùn - Disney chỉ thu về được 1 triệu USD tính đến cuối năm 1940, với các báo cáo của hãng cho biết doanh số cuối cùng bộ phim này mang lại dao động trong khoảng từ 1.4 triệu USD đến 1.9 triệu USD. Tuy nhiên, Pinocchio lại thành công trong giới chuyên môn, giành được hai giải Oscar bao gồm giải "Bài hát gốc hay nhất" và "Nhạc phim gốc hay nhất", trở thành bộ phim đầu tiên của hãng không chỉ giành được một giải Oscar, mà là hai giải cùng lúc.

Walt Disney diễn thử một cảnh thể hiện trong bảng truyện của The Sorcerer's Apprentice, một phần của Fantasia (1940), cho các diễn viên chính trên phim, người dẫn chương trình Deems Taylor và người chỉ huy dàn nhạc Leopold Stokowski.

Fantasia, một bộ phim thử nghiệm sản xuất theo thoả thuận với một dàn nhạc đi kèm, thực hiện bởi Leopold Stokowski, thậm chí còn tệ hơn về doanh thu phòng vé. Được phát hành vào tháng 11 năm 1940 bởi chính Disney (không có sự hỗ trợ từ RKO, hãng này đã từ chối phát hành bộ phim) trong một series các buổi chiếu trên đường phố hạn chế đã định sẵn, bộ phim tốn 2 triệu USD sản xuất nhưng tổng doanh số thu được từ mỗi buổi chiếu trên đường phố chỉ vào khoảng 325.000 USD, đã khiến Fantasia còn gây thiệt hại lớn hơn cả Pinocchio. RKO đồng ý phát hành Fantasia vào năm 1941, sau đó đã tái phát hành lại phim này với nhiều sửa đổi kỹ càng trong nhiều năm. Cho dù không phải một bom tấn, Fantasia đã được trao hai giải Oscar danh dự vào ngày 26 tháng 2 năm 1945 — một cho Disney, William Garity, John N. A. Hawkins, và cho hãng RCA Manufacturing Company vì đã "phát hành một bộ phim xuất sắc trong việc sử dụng âm thanh trong các bộ phim thông qua việc sản xuất "Fantasia"" (phát triển hệ thống âm thanh Fantasound tiến bộ để thực hiện phần nhạc phim lập thể), và một cho Stokowski "và các cộng sự vì đã đạt được thành công đặc biệt trong việc sản xuất một loại hình âm thanh trực quan mới trong tác phẩm của Walt Disney, "Fantasia", từ đó mở ra triển vọng mới cho các phim hoạt hình không chỉ có chức năng giải trí mà còn có giá trị nghệ thuật cao".
Hầu hết các nhân vật hoạt hình trong các bộ phim thời kỳ này và toàn bộ các tác phẩm hoạt hình sau đó cho tới cuối thập niên 1970 được giám sát bởi một nhóm chuyên gia các họa sĩ hoạt hình được Walt Disney mệnh danh là "Chín Ông Già (Nine Old Men)," nhiều người trong số họ sau này là các đạo diễn và các nhà sản xuất của nhiều bộ phim Disney như: Frank Thomas, Ollie Johnston, Woolie Reitherman, Les Clark, Ward Kimball, Eric Larson, John Lounsbery, Milt Kahl, và Marc Davis. Các họa sĩ hoạt hình chính khác của Disney vào thời kỳ này gồm Norm Ferguson, Bill Tytla, và Fred Moore. Sự phát triển của bộ phận sản xuất phim hoạt hình chiếu rạp này đã tạo nên một hệ thống thứ bậc đẳng cấp ở xưởng phim Disney: các họa sĩ hoạt hình thấp hơn (và các họa sĩ hoạt hình chiếu rạp đang trong thời gian giao việc) thực hiện các phim ngắn, trong khi đó các họa sĩ hoạt hình có vị trí cao hơn như Chín Ông Già sẽ thực hiện các bộ phim chiếu rạp. Lo ngại về việc Walt Disney đồng ý vinh danh sản phẩm lao động của các họa sĩ cũng như các cuộc tranh luận về mức đền bù đã dẫn tới việc các họa sĩ hoạt hình mới đến và các họa sĩ ở đẳng cấp thấp hơn yêu cầu tổ chức các công đoàn trong xưởng phim của Disney.
Một cuộc đình công tập thể lớn xảy ra vào giữa năm 1941, sau đó đã được giải quyết - mà không nhờ tới sự can thiệp của nhà sáng lập Walt Disney - là cơ cấu Walt Disney Productions thành một công ty công đoàn. Cuộc đình công này cùng với những hậu quả của nó đã dẫn tới sự ra đi của một số chuyên gia hoạt hình trong hãng, từ các họa sĩ cấp cao nhất như Art Babbitt và Bill Tytla cho tới các họa sĩ nổi tiếng với những tác phẩm sau này của họ ngoài Disney như Frank Tashlin, Maurice Noble, Walt Kelly, Bill Meléndez, và John Hubley. Hubley, cùng với một số nhân viên khác đã rời bỏ Disney, thành lập xưởng phim United Productions of America, đối thủ chính trong lĩnh vực hoạt hình của Disney trong thập niên 1950.
Dumbo, một bộ phim sản xuất trong thời kỳ xảy ra cuộc đình công nói trên, ra mắt lần đầu vào tháng 10 năm 1941, và đã trở thành một điều kì diệu về tài chính so với các phim khác của hãng. Bộ phim đơn giản này chỉ tốn 950.000 USD để sản xuất, bằng một nửa Nàng Bạch Tuyết và bảy chú lùn, thấp hơn một phần ba chi phí cho phim Pinocchio, và chắc chắn là tốn ít kinh phí hơn bộ phim Fantasia đắt đỏ. Dumbo cuối cùng đã mang về 1.6 triệu USD trong đợt phát hành chính thức đó. Vào năm 1942, Bambi được phát hành, và giống như Pinocchio hay Fantasia, bộ phim không thành công lắm ở các phòng vé. Bambi chỉ thu về 1.64 triệu USD trong tổng số 1.7 triệu USD kinh phí sản xuất. Đó là do bộ phim được phát hành vào giữa Chiến tranh thế giới thứ hai và hãng phim không thể cho công chiếu phim tại thị trường các nước châu Âu, vốn thường đóng góp một phần lớn doanh số của họ.
Việc sản xuất phim bị tạm ngừng do chiến tranh thế giới thứ hai, sau khi Bambi được phát hành. Phần vì nhiều họa sĩ hoạt hình của Disney bị gọi nhập ngũ, phần vì thị trường châu Âu bị cắt đứt do chiến tranh, phần vì hãng phải tập trung sản xuất các phim phục vụ thời chiến cho Quân đội Hoa Kỳ, nhiều trong số các sản phẩm của hãng được thực hiện cho quân đội, đặc biệt là phục vụ cho huấn luyện quân sự và công tác tuyên truyền. Từ năm 1942 đến 1943, 95 phần trăm các phim hoạt hình của hãng là dành cho quân đội. Trong một nỗ lực nhằm giữ xưởng phim tồn tại, Walt Disney thực hiện sản xuất một số "phim bộ", đó là những bộ phim hoạt hình kinh phí thấp tập trung vào các chủ đề ngắn, một số đã có từ trước đó. Các phim này là Saludos Amigos (1942), The Three Caballeros (1944), Make Mine Music (1946), Fun and Fancy Free (1947), Melody Time (1948) và The Adventures of Ichabod and Mr. Toad (1949). Hãng phim cũng sản xuất hai bộ phim dài khác là Song of the South (1946) và So Dear to My Heart (1948), vốn là sự kết hợp giữa các phân cảnh hoạt hình và người đóng. Các phim hoạt hình ngắn cũng tiếp tục được thực hiện trong thời kỳ này, với các bộ phim hoạt hình về Vịt Donald, Goofy, và Pluto là các sản phẩm chính, cùng với một số phim với nhân vật chính là Chú chuột Mickey, gồm Figaro, và trong thập niên 1950, là Chip 'n Dale và Humphrey the Bear.
Thêm vào đó, Disney bắt đầu tái phát hành các sản phẩm phim chiếu rạp trước đó, bắt đầu với Nàng Bạch Tuyết và bảy chú lùn vào năm 1944, Pinocchio vào năm 1945, và Fantasia vào năm 1946. Việc làm này dẫn tới một truyền thống phát hành lại các phim Disney bảy năm một lần, và truyền thống này tồn tại cho tới những năm 1990 trước khi chuyển sang phát hành dưới dạng các băng video tại gia.

### Thập niên 1950: Sự trở lại của các hoạt hình chiếu rạp, sự kết thúc của các phim hoạt hình ngắn
Với việc ra mắt Cô bé Lọ Lem - một bộ phim dựa trên truyện cổ tích của Charles Perrault - vào năm 1950, việc sản xuất các bộ phim dài chiếu rạp của hãng đã quay trở lại. Với kinh phí lên tới gần 3.000.000 USD, tương lai của hãng phụ thuộc vào sự thành công của phim này.Cinderella đã thành công lớn về doanh thu, với lợi nhuận đủ để Disney có thể sản xuất phim hoạt hình trong suốt cả thập niên 1950. Thành công lớn của Cô bé Lọ Lem dẫn tới việc xưởng phim tiếp tục sản xuất một bộ phim hoạt hình khác dựa trên truyện cổ tích, lần này là dựa trên truyện"Người đẹp ngủ trong rừng" của Charles Perrault. Tiếp theo thành công này, ba bộ phim chiếu rạp đã bị tạm ngừng phát triển trong thời kỳ Chiến tranh thế giới thứ hai đã được tiếp tục trở lại và hoàn tất: Alice ở xứ sở thần tiên, Peter Pan, và Tiểu thư và chàng lang thang. Cùng với đó, một dự án mới đầy tham vọng khác, một phiên bản chuyển thể từ truyện cổ tích "Người đẹp ngủ trong rừng" đặt trong những bản nhạc cổ điển của Tchaikovsky, đã được khởi động nhưng phải gần như đến hết thập kỷ mới hoàn thành.
Alice ở xứ sở thần tiên, phát hành năm 1951, không thành công được như Cô bé Lọ Lem. Bộ phim nhận được sự phản ứng khá thờ ơ từ phòng vé, và gây thất vọng lớn vào lần ra mắt đầu tiên, chỉ thu về khoảng 2.4 triệu USD ở Hoa Kỳ vào năm 1951. Peter Pan, phát hành năm 1953, ngược lại, là một thành công vang dội về thương mại và là bộ phim có doanh thu cao nhất năm đó.
Năm 1955, Lady and the Tramp được phát hành, và thu về lợi nhuận lớn hơn bất kì bộ phim nào của hãng kể từ Nàng Bạch Tuyết và bảy chú lùn, thu về khoảng 7.5 triệu USD ở khu vực Bắc Mĩ vào năm 1955. Tiểu thư và chàng lang thang là một bộ phim quan trọng bởi đây là bộ phim hoạt hình chiếu rạp màn ảnh rộng đầu tiên của Disney, được sản xuất theo quy trình công nghệ CinemaScope, và là bộ phim hoạt hình chiếu rạp đầu tiên của Disney được phát hành bởi công ty phát hành phim riêng của chính họ, Buena Vista Distribution.
Vào giữa những năm 1950, sự chú ý của Walt Disney chuyển hướng sang những nỗ lực mới như phim người đóng, chương trình truyền hình, và công viên chủ đề Disneyland, do đó việc sản xuất (mặc dù không phải quyền quyết định và phê duyệt cuối cùng) các bộ phim hoạt hình chủ yếu nằm trong tay "Chín Ông Già", nhóm các chuyên gia gồm các họa sĩ hoạt hình chính và các đạo diễn. Doanh thu cao từ Lady and the Tramp khiến xưởng phim tiếp tục chi thêm nhiều tiền để sản xuất bộ phim tiếp theo, Người đẹp ngủ trong rừng, ra mắt bốn năm sau đó.Điều này dẫn tới một vài sự chậm trễ trong việc phê duyệt vào thời kỳ sản xuất bộ phim Người đẹp ngủ trong rừng, cuối cùng cũng được phát hành vào năm 1959. Với kinh phí 6 triệu USD, đây là bộ phim hoạt hình đắt tiền nhất của Disney thời bấy giời, được sản xuất với phong cách nghệ thuật nặng về cách điệu do họa sĩ Eyvind Earle đưa ra và được thực hiện bằng công nghệ phim Super Technirama 70 khung hình rộng với âm thanh nổi sáu kênh. Tuy vậy, chi phí sản xuất quá cao của phim, chủ yếu do thời gian gần một thập niên để thực hiện, cùng với doanh thu phòng vé không tốt đã khiến hãng phim phải công bố lỗ lần đầu tiên trong một thập kỉ vào năm tài khoá 1960, và một cuộc sa thải lớn đã được thực hiện trong cả xưởng phim. Mặc dù không thành công ở các phòng vé, "Người đẹp ngủ trong rừng" đã tạo nên sự chuyển biến trong phong cách nghệ thuật của xưởng phim, dẫn tới việc làm mới lại mục tiêu quan tâm của hãng trong suốt thập niên 1960.
Đến cuối thập niên này, các bộ phim ngắn của Disney không còn được sản xuất theo một kế hoạch định kỳ nào nữa, với nhiều nhân viên của các bộ phận sản xuất phim ngắn hoặc rời công ty hoặc được chuyển sang làm việc cho các chương trình truyền hình của Disney như The Mickey Mouse Club và Disneyland. Mặc dù các phim hoạt hình ngắn của Disney đã luôn áp đảo ở hạng mục Giải Oscar cho phim hoạt hình ngắn hay nhất trong suốt những năm 1930, ngôi vị của họ với giải thưởng này đã để lọt vào tay loạt phim hoạt hình Tom và Jerry của hãng MGM, Looney Tunes và Merrie Melodies của Warner Bros, cùng với các sản phẩm của United Productions of America (UPA), với phong cách nghệ thuật phẳng và kỹ thuật hoạt hình cách điệu được ca ngợi là một sự thay thế hiện đại hơn cho phong cách cũ của Disney. Trong thập niên 1950, chỉ có một phim ngắn của Disney, bộ phim được cách điệu Toot, Whistle, Plunk and Boom, nhận được Giải Oscar cho Phim chủ đề ngắn (hoạt hình) hay nhất.
Các phim ngắn Chuột Mickey, Pluto, và Goofy đều đã ngừng sản xuất theo lộ trình vào năm 1953, còn Vịt Donald và Humphrey được tiếp tục và chuyển đổi sang định dạng CinemaScope màn ảnh rộng và rồi cũng bị chấm dứt vào năm 1956. Từ đó trở đi, các bộ phim hoạt hình ngắn của Disney chỉ còn được sản xuất lác đác, không thường xuyên, với một số phim đáng chú ý sau này gồm Goliath II (1960), It's Tough to Be a Bird (1969), The Small One (1978), Runaway Brain (1995, nhân vật chính là Chuột Mickey), và Paperman (2012).

### Thập niên 1960: Những năm cuối cùng của Walt Disney
Vào năm 1961, hãng phim ra mắt Một trăm linh một chú chó đốm, một bộ phim với phong cách nghệ thuật được đổi mới rất hiện đại dựa trên tiểu thuyết Một trăm linh một chú chó đốm của Dodie Smith, được hãng phim mua lại vào năm 1956. Đây cũng là bộ phim đã mở đầu cho việc ứng dụng công nghệ in chụp tĩnh điện trong quá trình in mực và tô màu trên các tấm nhựa (cel) hoạt hình truyền thống. Sử dụng phương pháp in chụp tĩnh điện, các bức vẽ hoạt hình có thể được truyền tải bằng quang - hoá học thay vì sao chép từ bản vẽ trên giấy sang các tấm nhựa trong suốt ("cel") sử dụng trong sản phẩm hoạt hình cuối cùng. Phong cách nghệ thuật thành phẩm-một nét vẽ cẩu thả hơn cho thấy những đường cấu trúc trong bức tranh của các họa sĩ hoạt hình-trở thành khuôn mẫu cho các bộ phim Disney tới những năm 1980. Bộ phim đã thành công và trở thành một phim có doanh thu cao thứ mười trong năm 1961, thu được 6.400.000 USD ở các hãng phát hành liên kết khi công chiếu ở Mĩ và Canda trong năm đầu tiên ra mắt, và là một trong những bộ phim nổi tiếng nhất của hãng trong thập niên 1960.
Vào năm 1962, Walt Disney đóng cửa bộ phận sản xuất phim ngắn, tập trung sự chú ý của hãng vào các sản phẩm phim chiếu rạp, chỉ thỉnh thoảng mới có một tác phẩm ngắn với chủ đề cụ thể thôi.
Chương trình đào tạo về lĩnh vực hoạt hình của Disney bắt đầu tại xưởng phim vào năm 1932, trước khi phim Nàng Bạch Tuyết được phát triển, cuối cùng đã dẫn tới việc Walt Disney giúp đỡ thành lập Walt Disney helping found the Viện nghệ thuật California (CalArts). Trường đại học này, được hình thành từ sự hợp nhất giữa Viện nghệ thuật Chouinard (Chouinard Art Institute) and Nhạc viện âm nhạc Los Angeles (Los Angeles Conservatory of Music), bao gồm một chương trình học về hoạt hình do Disney phát triển theo yêu cầu về trình độ của trường. CalArts trở thành trường học của rất nhiều họa sĩ hoạt hình làm việc cho Disney và các hãng hoạt hình khác từ những năm 1970 đến nay.
The Sword in the Stone được phát hành năm 1963. Bộ phim đã thành công về doanh thu và là bộ phim có doanh số cao thứ sáu trong năm 1963 ở Bắc Mĩ, thu về khoảng 4.75 triệu USD. Một phiên bản chuyển thể có độ dài vừa phải từ một trong những cuốn truyện thuộc bộ Winnie-the-Pooh của A. A. Milne, Winnie the Pooh and the Honey Tree, được phát hành năm 1966, và tiếp theo đó là một số tập phim Pooh khác ra đời trong một vài năm sau, và một bộ phim tổng hợp dài mang tên The Many Adventures of Winnie the Pooh, đã được phát hành năm 1977.
Sau khi ra mắt The Sword in the Stone, xưởng phim chuyển sang ưu tiên sản xuất một bộ phim chuyển thể từ cuốn sách của Rudyard Kipling, The Jungle Book. Walt Disney qua đời tháng 12 năm 1966, mười tháng trước khi bộ phim này được hoàn thành và ra mắt. Bộ phim đã thành công, thu về 73 triệu USD chỉ trong phát hành trong nước, phần lớn là do số lượng phần nhạc kịch trong phim, và trở thành bộ phim có doanh thu cao thứ tư của năm 1967.

### Thập niên 1970: Sự suy giảm danh tiếng
Xưởng phim mở đầu thập niên 1970 với việc ra mắt bộ phim The Aristocats, dự án phim cuối cùng được đích thân Walt Disney chấp thuận. Vào năm 1971, Roy O. Disney, đồng sáng lập hãng phim, qua đời và Walt Disney Productions rơi vào tay của Donn Tatum và Card Walker, hai người thay nhau giữ chức chủ tịch và CEO của hãng trong những năm còn lại của thập niên này. Mặc dù The Aristocats đã thành công về doanh thu, hãng vẫn sản xuất bộ phim tiếp theo, Robin Hood, ra mắt ba năm sau đó, với một kinh phí rất hạn chế. Hậu quả là, các họa sĩ lại tìm đến những cảnh phim đã từng có trong các sản phẩm hoạt hình trước đó của hãng để tham khảo. Phân cảnh khiêu vũ trong phim có hơi hướng của các phân cảnh gốc trong bộ phim Nàng Bạch Tuyết và bảy chú lùn, The Jungle Book và The Aristocats. Tuy vậy, Robin Hood vẫn đạt được doanh số tương đối.
The Rescuers, phát hành năm 1977, là một thành công vượt xa những gì hai sản phẩm phim chiếu rạp trước của Disney đã làm được. Nhận được những lời khen rộng rãi từ giới phê bình, doanh thu tốt, và một đề cử giải Oscar; đây là bộ phim có doanh thu cao thứ ba của năm 1977 và là bộ phim hoạt hình thành công nhất của Disney kể từ The Jungle Book. Phim đã được tái phát hành năm 1983, đi kèm với một phim hoạt hình khác của Disney, Mickey's Christmas Carol.
Mặc dù cả bốn bộ phim sản xuất trong thập kỉ này đều giành được những thành công thương mại, thập niên 1970 được đánh dấu như là một sự suy giảm về danh tiếng của hãng mà sau đó đã lan sang cả thập niêm 1980.
Việc sản xuất phim The Rescuers cũng đánh dấu sự mở đầu của một giai đoạn thay đổi nhân sự chủ chốt trong hàng ngũ nhân viên của xưởng phim hoạt hình Disney: khi những họa sĩ kỳ cựu như Milt Kahl và Les Clark nghỉ hưu, họ dần được hay thế bởi những tài năng mới như Don Bluth, Ron Clements, John Musker, và Glen Keane. Các họa sĩ hoạt hình mới này được chọn lựa từ chương trình đào tạo hoạt hình ở CalArts và do Eric Larson, Frank Thomas, và Ollie Johnston huấn luyện. Năm 1979, thất vọng với sự đình trệ trong quá trình phát triển nghệ thuật và hoạt hình ở Disney, Bluth và một số họa sĩ hoạt hình "lính mới" đã rời hãng để thành lập xưởng phim riêng của mình, Don Bluth Productions, và trở thành đối thủ chính của Disney trong lĩnh vực hoạt hình trong thập niên 1980.

### Thập niên 1980: "Đáy của sự nghiệp" và phục hồi

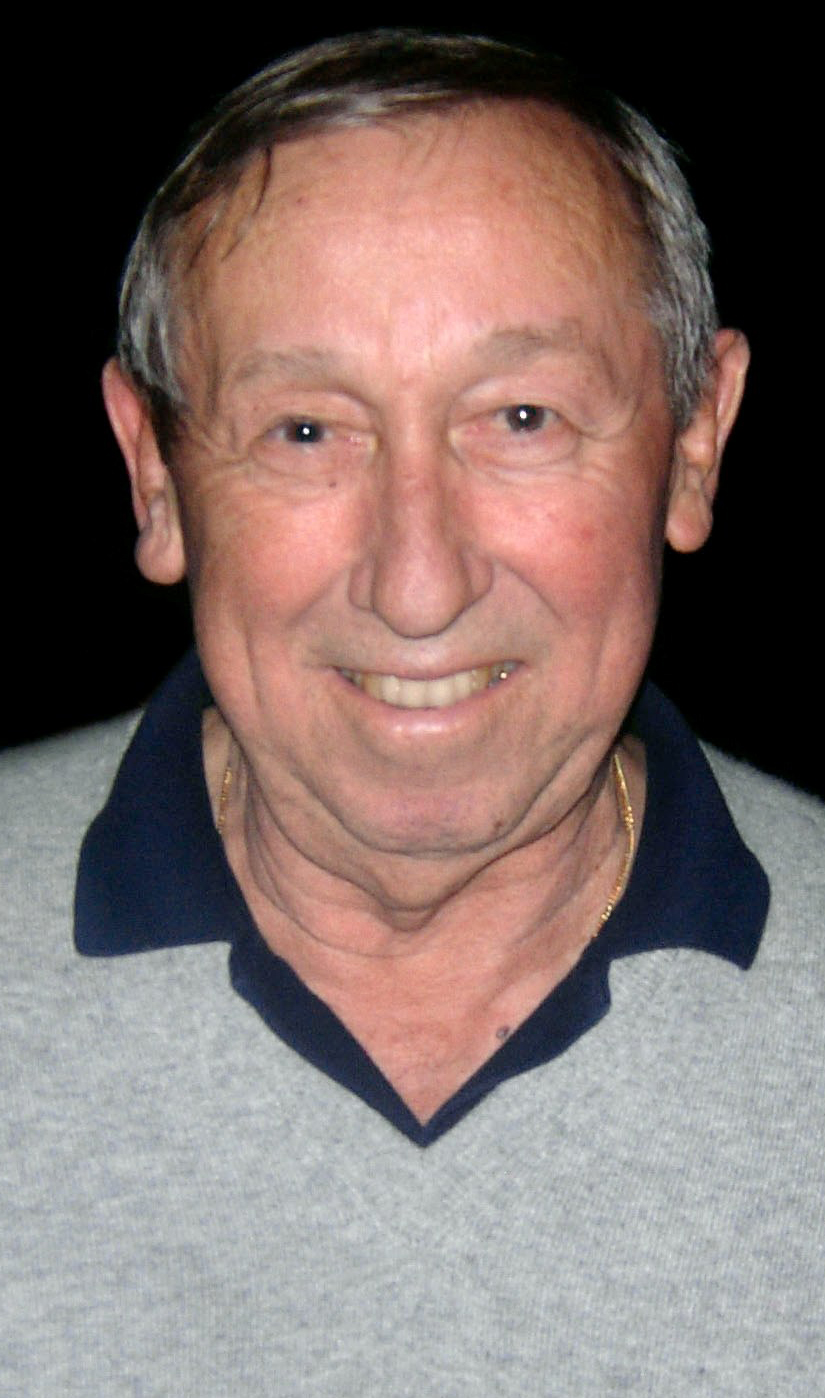
Roy E. Disney (Chủ tịch, 1985–2003), cháu của Walt Disney, là nhân vật chủ chốt trong việc tái cơ cấu bộ phận hoạt hình, sau lần tái tổ chức toàn bộ công ty Disney vào năm 1984

Bị trì hoãn lại tới nửa năm bởi sự ra đi của nhóm Bluth, phim Cáo và chó săn được phát hành vào năm 1981 sau bốn năm sản xuất, và được xưởng phim coi là một thành công thương mại.
Ron Miller, con rể của Walt Disney, trở thành giám đốc của Walt Disney Productions vào năm 1980 và là CEO từ năm 1983. Sau một loạt các nỗ lực nhằm tiếp quản tập đoàn vào năm 1984, Roy E. Disney, con trai của Roy O. và là cháu trai của Walt, đã nắm quyền từ tay Miller và đưa Michael Eisner lên làm CEO mới của Disney, và Frank Wells làm giám đốc. Đến lượt Eisner giao cho Jeffrey Katzenberg giữ chức chủ tịch bộ phận sản xuất phim. Vốn đã gần được hoàn tất khi nhóm của Eisner tiếp quản Disney, phim Vạc dầu đen (1985) đã thể hiện điều mà sau đó được gọi là điểm "đáy của sự nghiệp" của hoạt hình Disney. Một bộ phim đắt tiền (bộ phim đắt nhất của xưởng phim tính tới thời điểm đó với kinh phí 25 triệu USD) được sản xuất theo công nghệ Super Technirama 70 với phong cách tưởng tượng tối hơn cho với các tác phẩm trước đó của Disney, Vạc dầu đen là bộ phim đầu tiên được quản lý hoàn toàn bởi nhóm họa sĩ mới của Disney, và là một thất bại cả về chuyên môn lẫn doanh thu. Lợi nhuận của phim chỉ đạt 21 triệu USD đã dẫn tới thất thoát cho xưởng phim, đặt tương lai của bộ phận hoạt hình vào vòng nguy hiểm.
Giữa thập niên 1950 và 1980, tầm quan trọng của phim hoạt hình với sự sống còn của công ty đã bị suy giảm đáng kể khi họ mở rộng sang sản xuất các phim thực (người đóng), truyền hình, và các công viên giải trí. Trong vai trò CEO mới, Michael Eisner mạnh mẽ đưa ra quan điểm đóng cửa xưởng phim hoạt hình chiếu rạp và sẽ lấy nguồn phim hoạt hình trong tương lai từ bên ngoài để phát hành. Roy E. Disney phản đối, đề nghị được tự tay chèo lái bộ phận sản xuất hoạt hình và sẽ đưa vận mệnh của nó tới đỉnh cao. Được Eisner giao cho nhiệm vụ Chủ tịch của bộ phận phim hoạt hình chiếu rạp, Disney đề cử Peter Schneider lên làm giám đốc hoạt hình để điều hành các công việc hàng ngày. Cùng lúc đó, Eisner đã đi ngược lại với truyền thống và chính sách ba mươi năm của hãng phim bằng việc thành lập Walt Disney Television Animation để sản xuất các chương trình giá rẻ cho truyền hình.
Do cần thêm không gian cho việc sản xuất các phim người đóng, ban giám đốc của Disney quyết định chuyển bộ phận hoạt hình từ khu đất của Disney ở Burbank tới một dãy nhà kho để dụng cụ gần Glendale, CA vào năm 1985. Sản phẩm phim chiếu rạp tiếp theo của xưởng phim là The Great Mouse Detective, do John Musker và Ron Clements sáng tạo với tên gọi ban đầu là Basil of Baker Street sau khi cả hai cùng rời nhóm sản xuất của Vạc dầu đen. Phát hành năm 1986, phim thu được thành công về chuyên môn và doanh thu đủ để củng cố niềm tin của ban giám đốc vào xưởng phim hoạt hình này. Tuy nhiên, sau đó cùng năm, Universal Pictures và hãng Amblin Entertainment của Steven Speilberg đã phát hành một sản phẩm của Don Bluth, An American Tail, phim này đã vượt qua The Great Mouse Detective về doanh thu phòng vé và trở thành bộ phim hoạt hình lần đầu ra mắt có doanh thu cao nhất cho đến thời điểm đó.
Bộ phận hoạt hình chính thức trở thành công ty con của Disney, với tên gọi Walt Disney Feature Animation, vào năm 1986, và Katzenberg, Disney, cùng với Schneider bắt đầu thay đổi truyền thống của xưởng phim, tăng số nhân viên và số sản phẩm sản xuất nhằm ra mắt một bộ phim mới mỗi năm một lần thay vì mỗi hai đến bốn năm như trước kia. Bộ phim đầu tiên được phát hành theo thời biểu sản xuất mới được tăng cường này là Oliver & Company vào năm 1988, với một dàn diễn viên toàn sao bao gồm Billy Joel và Bette Midler và phần nhạc phim tập trung vào thể loại pop hiện đại. Oliver & Company khởi chiếu tại các rạp cùng ngày với một bộ phim hoạt hình khác của Bluth/Amblin/Universal, The Land Before Time; tuy nhiên, Oliver đã vượt qua Time về doanh thu và trở thành bộ phim hoạt hình thành công nhất tính tới thời điểm đó.
Trong khi Oliver & Company và một phim chiếu rạp khác, Nàng tiên cá, đang trong quá trình sản xuất, Disney hợp tác với hãng Amblin Entertainment của Steven Spielberg và họa sĩ hoạt hình chính Richard Williams cùng sản xuất phim Who Framed Roger Rabbit, một sự kết hợp giữa phim người đóng và hoạt hình hoàn toàn mới mẻ do Robert Zemeckis làm đạo diễn, với sự xuất hiện (đã được phép) của các nhân vật hoạt hình của nhiều xưởng phim khác. Disney thành lập một xưởng phim hoạt hình mới dưới sự giám sát của Williams ở London để tạo ra các nhân vật hoạt hình mới cho Roger Rabbit, với nhiều họa sĩ từ xưởng phim ở California bay sang Anh làm việc với bộ phim này. Là một thành công quan trọng về chuyên môn và thương mại, Roger Rabbit mang về ba giải Oscar cho các tiến bộ kỹ thuật đạt được và là chìa khoá khôi phục sự hấp dẫn với các hoạt hình chính thống của Mỹ. Ngoài bản thân bộ phim này, xưởng phim còn sản xuất ba phim Roger Rabbit ngắn nữa vào cuối những năm 1980 đầu những năm 1990.
Một xưởng phim vệ tinh thứ hai, Walt Disney Feature Animation Florida, mở cửa năm 1989 với 40 nhân viên. Văn phòng của họ đặt trong công viên giải trí Disney-MGM Studios, và các khách tham quan được phép tới xem xưởng phim và quan sát các họa sĩ làm việc. Cùng năm đó, hãng phim phat hành Nàng tiên cá, và phim đã trở thành một thành công chủ chốt có tính quyết định trong lịch sử Disney với việc thu được những thành công cả về chuyên môn và thương mại lớn nhất trong nhiều thập kỷ. Đạo diễn bởi John Musker và Ron Clements, những người đã cùng đạo diễn phim The Great Mouse Detective, Nàng tiên cá thu về 84 triệu USD phòng vé ở Bắc Mỹ, một kỷ lục của hãng. Phần nhạc phim cũng được xây dựng bởi hai nhà viết bài hát Broadway, Alan Menken và Howard Ashman, trong đó Ashman cũng chính là nhà đồng sản xuất và cố vấn kịch bản cho phim. Nàng tiên cá giành được hai giải Oscar, cho Ca khúc trong phim hay nhất và Nhạc phim hay nhất
Nàng tiên cá cũng là bộ phim đầu tiên sử dụng hệ thống Computer Animation Production System (CAPS) của Disney. Được phát triển cho Disney bởi Pixar, khi đó còn là một công ty hoạt hình và phát triển phần mềm nhỏ, CAPS đóng vai trò quan trọng trong việc giúp các bộ phim sau này của Disney tích hợp dễ dàng công nghệ mô phỏng hình ảnh trên máy tính và đạt được chất lượng cao hơn với kỹ thuật mực và màu kỹ thuật số. Nàng tiên cá là bộ phim mở đầu cho loạt bom tấn được phát hành liên tục trong suốt thập niên sau đó bởi Walt Disney Feature Animation, một thời kỳ sau này được mệnh danh là Thời kì Phục hưng của Disney.

### Thập niên 1990: Sự phục hưng của Disney

Logo của Walt Disney Feature Animation từ năm 1997 đến 2006.

Được phát hành tại các rạp cùng một phim về Chuột Mickey The Prince and the Pauper, The Rescuers Down Under (1990) là phần tiếp theo đầu tiên của một bộ phim hoạt hình Disney và là bộ phim đầu tiên của hãng được tô màu hoàn toàn bằng máy tính sử dụng hệ thống CAPS. Tuy nhiên, bộ phim này không lặp lại được thành công giống như Nàng tiên cá. Bộ phim hoạt hình chiếu rạp tiếp theo của Disney, Người đẹp và quái thú, bắt đầu sản xuất ở London, nhưng sau đó lại quay trở về Burbank sau khi Disney quyết định đóng cửa văn phòng vệ tinh tại London satellite và thiết kế lại phim Người đẹp và quái thú theo phong cách nhạc kịch hài hước gần giống như Nàng tiên cá. Alan Menken và Howard Ashman quay trở lại viết nhạc phim cho phim này, mặc dù sau đó Ashman đã qua đời trước khi quá trình sản xuất phim hoàn tất.
Được công chiếu lần đầu tiên dưới dạng một bản phim đang phát triển tại Liên hoan phim New York 1991 trước khi được phát hành rộng rãi vào tháng 11 năm 1991, Người đẹp và quái thú, do Kirk Wise và Gary Trousdale đạo diễn, là một thành công vang dội cả về chuyên môn và doanh thu chưa từng có tiền lệ, và sau đó được xem là một trong những bộ phim xuất sắc nhất của hãng. Phim nhận được năm đề cử giải Oscar, trong đó có một giải cho Phim hay nhất, trở thành bộ phim hoạt hình đầu tiên được đề cử ở hạng mục này, và giành được giải cho Ca khúc trong phim hay nhất và Nhạc phim hay nhất. Doanh thu phòng vé 145 triệu USD đã xác lập kỷ lục mới, cùng với đó là các sản phẩm kèm theo-trong đó có đồ chơi, quảng cáo chéo, và nhạc phim—cũng rất dồi dào.
Thành công của Nàng tiên cá và Người đẹp và quái thú đã thành lập một mẫu chuẩn mới cho các tác phẩm sau này của Disney phát hành trong thập niên 1990: thể loại nhạc kịch hài hước với các ca khúc mang phong cách Broadway và các cảnh quay hành động quen thuộc, cộng thêm với các chiến dịch quảng bá chéo và các sản phẩm được thiết kế nhằm thu hút khán giả của nhiều lứa tuổi và thể loại. Cùng với John Musker, Ron Clements, Kirk Wise, và Gary Torusdale, một thế hệ mới các họa sĩ Disney tham gia thực hiện các bộ phim này bao gồm các nhà sáng tạo cốt truyện/đạo diễn Roger Allers, Rob Minkoff, Chris Sanders, và Brenda Chapman, cùng với các họa sĩ hoạt hình chủ chốt Glen Keane, Andreas Deja, Eric Goldberg, Nik Ranieri, Will Finn, và nhiều người khác.
Aladdin, phát hành tháng 11 năm 1992, đã nối tiếp trào lưu đi lên của những thành công trong hoạt hình Disney, mang về 500 triệu USD doanh thu phòng vé toàn cầu, và hai giải Oscar nữa cho Ca khúc trong phim hay nhất và Nhạc phim hay nhất. Với các bài hát của Menken, Ashman, và Tim Rice (người thay thế Ashman sau khi ông mất) và giọng lồng tiếng chính của Robin Williams, Aladdin cũng đã thiết lập một xu hướng mới, ở đó mời các diễn viên nổi tiếng tới thực hiện phần lồng tiếng cho các nhân vật của Disney, vốn đã được phần nào khơi nguồn từ những phim The Jungle Book và The Aristocats, nay đã trở thành chuẩn mực.
Năm 1994, Disney phát hành Vua sư tử, kể về một cuộc phiêu lưu hoàn toàn của các loài động vật lấy bối cảnh ở châu Phi với phần lồng tiếng của toàn các sao bao gồm James Earl Jones, Matthew Broderick, và Jeremy Irons, với phần nhạc phim của Tim Rice và ngôi sao nhạc pop Elton John. Vua sư tử thu về 768 triệu USD doanh thu phòng vé toàn cầu, đến thời điểm đó đây là một kỷ lục trong thể loại hoạt hình truyền thống, cùng với hàng triệu USD lợi nhuận quảng cáo và hàng hoá.
Aladdin và Vua sư tử là các bộ phim có doanh thu cao nhất toàn cầu trong các năm phát hành tương ứng của chúng. Khi hoạt hình trở về với vị trí một nguồn lợi ngày càng quan trọng và dồi dào trong việc kinh doanh của Disney, công ty bắt đầu mở rộng hoạt động của lĩnh vực này. Xưởng phim chính ở California được chia thành hai bộ phận nhỏ và được mở rộng, cùng với đó là khởi công xây dựng một toà nhà cho Hoạt hình Chiếu rạp của Disney, nằm ở gần khu đất của Disney tại Burbank, khánh thành vào năm 1995. Xưởng vệ tinh ở Florida, chính thức sáp nhập năm 1992, cũng được mở rộng; một trong những xưởng phim hoạt hình truyền hình của Disney ở Paris, Pháp–trước đó là xưởng phim Brizzi Brothers—đổi tên thành Walt Disney Feature Animation Paris, ở đó A Goofy Movie (1995) và nhiều phần quan trọng trong các bộ phim sau này của Disney được sản xuất. Cùng với đó, Disney bắt đầu sản xuất các phần tiếp theo có kinh phí thấp của các bộ phim hoạt hình rất thành công của họ, được phát hành trực tiếp dưới dạng băng đĩa với sự hỗ trợ của xưởng phim hoạt hình truyền hình của họ dưới tên gọi Disney MovieToons, và sau này là DisneyToon Studios.
Pocahontas (1995) và Thằng gù nhà thờ Đức Bà (1996) cũng rất thành công tại các phòng vé, nhưng không bằng các phim đầu thập niên 1990 (cả về doanh thu và chuyên môn). Pocahontas nhận được giải Oscar cho Nhạc phim và Ca khúc trong phim hay nhất. Xưởng phim tiếp tục sản xuất ba phim hoạt hình cuối cùng của thập niên này; Hercules (1997), Mulan (1999), và Tarzan (1999). Tarzan giành được một giải Oscar cho ca khúc trong phim hay nhất. Vào tháng 10 năm 1999, Dream Quest Images, một hãng sản xuất hiệu ứng đặc biệt trước đây được Công ty Walt Disney mua lại vào tháng 4 năm 1996 để thay thế Buena Vista Visual Effects, được sáp nhập với bộ phận đồ hoạ máy tính của Walt Disney Feature Animation để thành lập một công ty con mới gọi là The Secret Lab. Cùng năm đó, bộ phận này bắt đầu sản xuất phim Dinosaur.

### Thập niên 2000: Một đợt suy giảm danh tiếng mới
Sự cạnh tranh từ các xưởng phim khác dẫn tới kết quả là thu nhập của các họa sĩ tăng vọt đến mức cao nhất trong lịch sử, khiến cho chi phí sản xuất các bộ phim hoạt hình truyền thống trở nên đắt đỏ hơn. Bắt đầu từ năm 2000, những đợt sa thải lớn khiến số lượng nhân viên của hãng chỉ còn 600. Cùng năm đó, Fantasia 2000, tập kế tiếp cho bộ phim Fantasia của năm 1940, Dinosaur và The Emperor's New Groove, được ra mắt. Dinosaur thành công về thương mại, nhưng Fantasia 2000 và The Emperor's New Groove đều có phản hồi tài chính kém. Bộ phim tiếp theo của hãng, Atlantis: The Lost Empire (2001), không được đón nhận cả về doanh thu lẫn chuyên môn. Kết quả là, chi nhánh The Secret Lab division bị đóng cửa. Vào năm 2002, Lilo & Stitch và Treasure Planet được phát hành. Trong khi bộ phim đầu có được thành công thương mại lớn, thì bộ phim thứ hai lại là một thất bại và dẫn tới những tổn thất tài chính cho xưởng phim.
Vào năm 2003, một đợt tái cấu trúc lại bộ phận sản xuất phim hoạt hình được Disney tiến hành dẫn tới việc công ty Walt Disney Feature Animation bị chuyển sang cho The Walt Disney Studios, và quyền kiểm soát DisneyToon Studios được trao cho bộ phận quản lý của Walt Disney Feature Animation. Cùng năm đó, Brother Bear được phát hành và có doanh thu vừa phải, nhưng nhận được phản hồi ở mức trái chiều đến tiêu cực từ các nhà phê bình. Để ý thấy thành công ngày càng lớn của các hãng phim dựa trên công nghệ hoạt hình trên máy tính như Pixar, DreamWorks Animation và Blue Sky Studios, Disney, điều hành bởi Bob Lambert, tuyên bố rằng họ sẽ biến Walt Disney Feature Animation thành một xưởng phim ứng dụng công nghệ mô phỏng hình ảnh bằng máy tính (Computer-generated imagery – CGI), tiến hành thêm nhiều cuộc sa thải và bán hết các thiết bị sản xuất phim hoạt hình truyền thống.
Vào ngày 12 tháng 1 năm 2004, Walt Disney Feature Animation Florida bị đóng cửa, và một phần bị biến thành địa điểm tham quan, và sau đó thành văn phòng của cơ quan quản lý công viên giải trí. Vào ngày 2 tháng 4 năm 2004, Home on the Range được phát hành như là bộ phim cuối cùng được sản xuất bằng công nghệ hoạt hình truyền thống của họ, nhưng trở thành một thất bại về doanh thu và cả chuyên môn. Vàonăm 2005, Chicken Little, bộ phim đầu tiên của hãng được sản xuất bằng công nghệ mô phỏng hình ảnh trên máy tính (CGI), có doanh thu khiêm tốn, nhưng trở thành một trong những bộ phim tồi tệ nhất bị công chúng phản đối. Vào năm 2006, Disney mua lại Pixar, và là một phần của cuộc mua bán đó, nhà điều hành Edwin Catmull và John Lasseter tiếp quản Walt Disney Feature Animation với hai chức vụ tương ứng là Giám đốc and và Giám đốc sáng tạo. Dưới sự điều hành của Lasseter, Circle 7 Animation, một bộ phận được lập ra để sản xuất các phần tiếp theo của những bộ phim Pixar do Disney sở hữu, phát hành ngay dưới định dạng đĩa phim giải trí tại nhà (còn gọi là direct-to-video, thuật ngữ này chỉ các bộ phim không được sản xuất để chiếu ở rạp mà được bán ngay thành các bản đĩa Blu-ray và DVD để phục vụ giải trí tại gia đình), đã bị đóng cửa, và 80% nhân viên của Circle 7 được chuyển sang Feature Animation.
Để thay đổi chiến lược, Lasseter quyết định đổi tên Walt Disney Feature Animation trở về Walt Disney Animation Studios, và xếp đặt lại vị trí của xưởng phim này, biến nó trở thành một ngôi nhà sản xuất các dự án cả phim hoạt hình truyền thống lẫn phim tạo bởi công nghệ mô phỏng hình ảnh trên máy tính. Vào năm 2007, xưởng phim phát hành bộ phim Meet the Robinsons, nhận được phản ứng lạnh lùng ở các phòng vé. DisneyToon Studios cũng được tái cấu trúc và hoạt động như một bộ phận độc lập. Bộ phim tiếp theo Bolt (2008), nhận được phản ứng tích cực nhất từ giới chuyên môn trong số tất cả các phim hoạt hình Disney kể từ Lilo & Stitch, và thu được thành công kha khá. Nàng công chúa và hoàng tử ếch, bộ phim hoạt hình truyền thống đầu tiên kể từ Home on the Range, được phát hành năm 2009, nhận được phản ứng rất tích cực từ các nhà phê bình và có doanh thu vang dội. Cũng trong năm 2009, Walt Disney Animation Studios sản xuất loạt chương trình truyền hình đặc biệt sử dụng công nghệ mô phỏng hình ảnh bằng máy tính (CGI) có tên Prep & Landing, cho một đơn vị tự sở hữu và độc quyền chương trình truyền hình, đài, ABC.

### Thập niên 2010: Sự hồi sinh
Với thành công của bộ phim "Nàng công chúa và hoàng tử ếch", hãng phim tiếp tục sản xuất một bộ phim dựa trên truyện cổ tích nữa, một tác phẩm kết hợp giữa công nghệ hoạt hình truyền thống và công nghệ mô phỏng hình ảnh bằng máy tính (computer-generated imaginery - CGI) phỏng theo truyện cổ tích "Nàng Rapunzel" của anh em nhà Grimm. Nàng công chúa tóc mây (Tangled) được phát hành năm 2010, và trở thành một bom tấn. Bộ phim thu được 590 triệu USD doanh thu phòng vé toàn cầu, 200 triệu USD trong số đó thu được ở Hoa Kỳ và Canada, và trở thành bộ phim thành công thứ hai của hãng, chỉ sau "Vua sư tử". Bộ phim nhận được những phản hồi rất tích cực từ các nhà phê bình và khán giả, và được đề cử cho một số giải thưởng, trong đó có giải "Bài hát gốc hay nhất" (cho tác phẩm I See the Light) tại Lễ trao giải Oscar lần thứ 83.
Winnie the Pooh tiếp tục ra mắt vào năm 2011 và là một cú hích về chuyên môn, nhưng nhận được phản hồi khiêm tốn ở các phòng vé. Vào năm 2012, Wreck-It Ralph được phát hành và nhận được phản hồi tích cực từ giới chuyên môn và doanh thu thương mại; giành được một số giải thưởng, trong đó có giải Annie cho phim hoạt hình hay nhất, giải "Bình chọn của giới phê bình" của Hội đồng phê bình phim điện ảnh cho phim hoạt hình hay nhất, và giải "Bình chọn của trẻ em" năm 2013 cho phim hoạt hình hay nhất và nhận được đề cử cho các giải Quả cầu vàng cho phim hoạt hình hay nhất và giải Oscar cho phim hoạt hình hay nhất, thu được 471 triệu USD doanh thu phòng vé toàn cầu. Thêm vào đó, hãng phim nhận được giải Oscar đầu tiên cho một phim hoạt hình ngắn trong 44 năm qua với phim Paperman. Đạo diễn bởi John Kahrs, Paperman ứng dụng một phần mềm mới được chính hãng phát triển độc quyền tên là Meander, cho phép kết hợp các bản vẽ tay và kĩ thuật hoạt hình máy tính trong cùng một nhân vật, tạo nên một sự kết hợp độc đáo. Theo nhà sản xuất Kristina Reed, hãng phim đang tiếp tục phát triển công nghệ này cho các dự án tiếp theo trong tương lai, trong đó có cả các sản phẩm phim hoạt hình chiếu rạp.
Vào năm 2013, Walt Disney Animation Studios sa thải khoảng dưới 10 nhân viên trong tổng số 800 người. Bởi trong số đó có một số họa sĩ vẽ tay truyền thống, có một sự suy đoán thái quá trên các blog phim hoạt hình rằng hãng phim đang bỏ rơi công nghệ hoạt hình truyền thống, một ý tưởng đã bị hãng phim bác bỏ. Các dự án tiếp theo của Walt Disney Animation Studios bao gồm Nữ hoàng băng giá (Frozen), một bộ phim sử dụng công nghệ hoạt hình máy tính lấy cảm hứng từ cuốn truyện cổ tích của nhà văn Hans Christian Andersen, "Bà chúa tuyết"; Get a Horse!, một bộ phim hoạt hình ngắn đen trắng về Chú chuột Mickey sử dụng công nghệ truyền thống; và Biệt đội Big Hero 6, một bộ phim phiêu lưu hài hước sử dụng công nghệ mô phỏng hình ảnh trên máy tính (CGI) dựa trên tập truyện tranh của Marvel, Big Hero 6.

## Xưởng phim

### Quản lý và điều hành

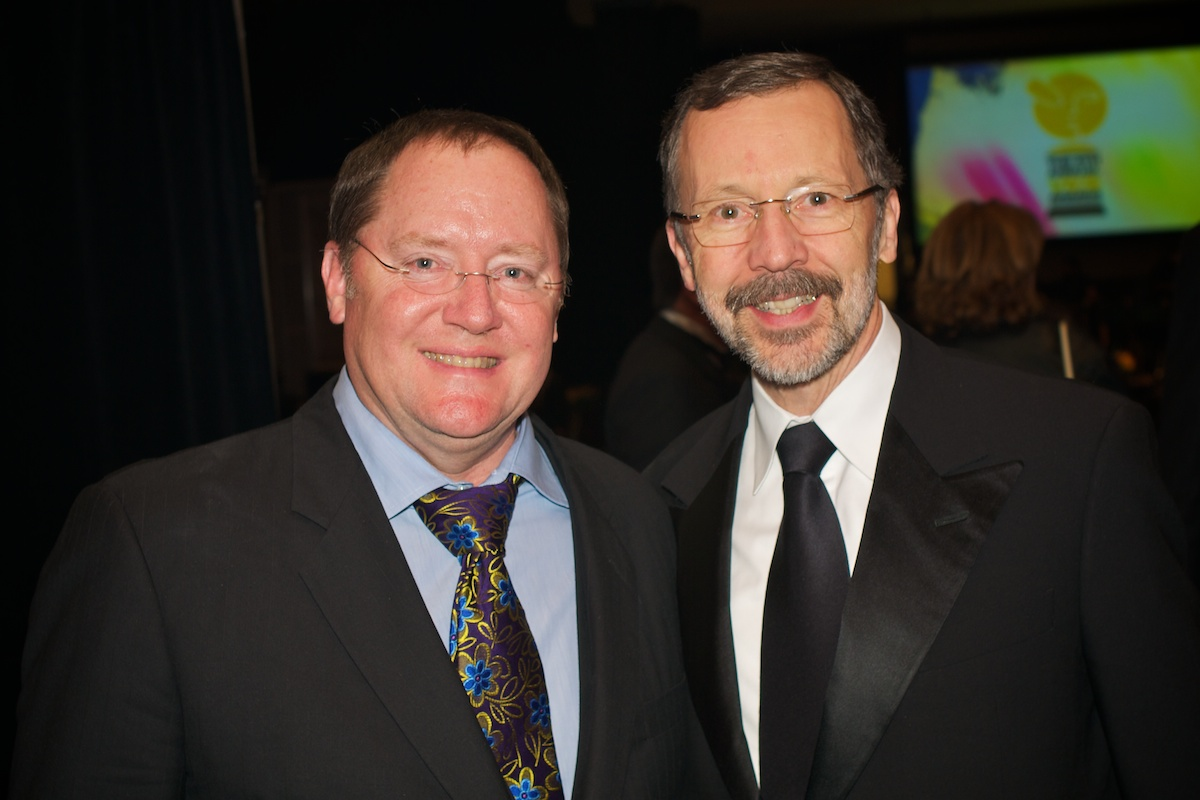
John Lasseter (Giám đốc sáng tạo, trái) and Edwin Catmull (Giám đốc, phải).

Walt Disney Animation Studios hiện đang được điều hành bởi Edwin Catmull (Giám đốc), John Lasseter (Giám đốc sáng tạo) và Andrew Millstein (Quản lý chung). Các giám đốc trước đây của xưởng phim là David Stainton (tháng 1/2003 – tháng 1/2006), Thomas Schumacher (tháng 1/2000 – tháng 12/2002) và Peter Schneider (1985 – tháng 12/1999).
Một số nhân vật khác cũng có những ảnh hưởng lớn tới hãng phim gồm Roy E. Disney (1985–2003, Chủ tịch, Walt Disney Feature Animation), Jeffrey Katzenberg (1984–94, Chủ tịch, The Walt Disney Studios), Michael Eisner (1984–2005, CEO, Công ty Walt Disney), và Frank Wells (1984–94, Giám đốc và COO, Công ty Walt Disney). Sau khi Roy Disney qua đời năm 2009, trụ sở của Walt Disney Animation Studios được đề tặng lại với tên gọi The Roy E. Disney Animation Building vào tháng 5 năm 2010.

### Địa chỉ
Walt Disney Animation Studios có trụ sở hiện tại ở toà nhà Roy E. Disney Animation, tại Burbank, California, bên kia đường với The Walt Disney Studios, nơi ban đầu là địa điểm đặt toà nhà của bộ phận hoạt hình (nay là văn phòng của tập đoàn).
Trước đây, các xưởng phim hoạt hình chiếu rạp vệ tinh được đặt khắp nơi trên thế giới ở Paris và Disney's Hollywood Studios, một trong bốn công viên giải trí ở Walt Disney World, Florida, trước khi bị đóng cửa vào năm 2004. Toà nhà The Hollywood Studios hiện vẫn còn tồn tại và là địa điểm biểu diễn và tham quan có tên gọi The Magic of Disney Animation.

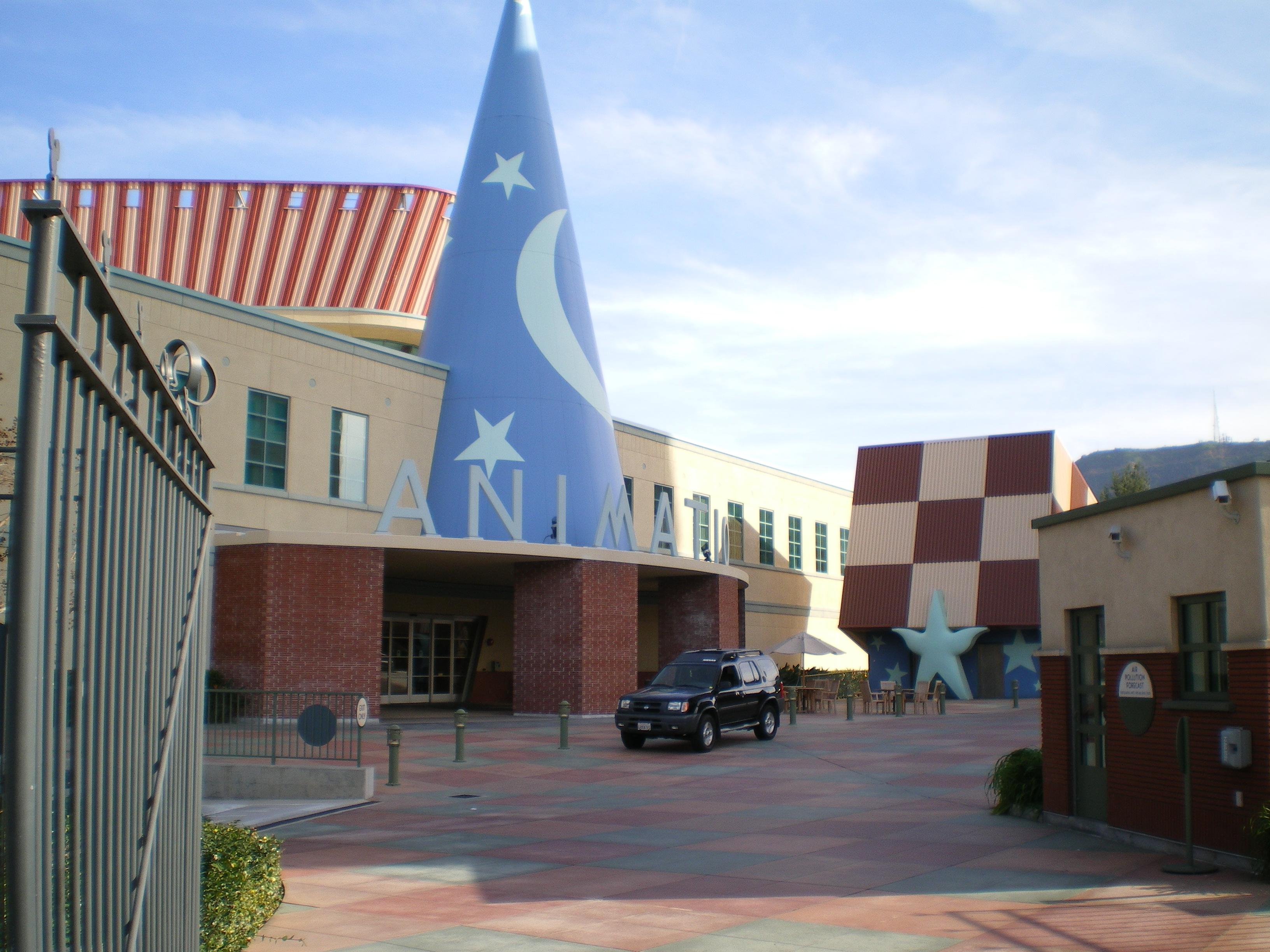
Trụ sở chính hiện nay của Walt Disney Animation Studios, toà nhà Roy E. Disney Animation Building, nằm ở Burbank, California bên kia đường với khu đất chính của hãng phim Disney.

## Sự nghiệp điện ảnh

### Các phim chiếu rạp
Walt Disney Animation Studios đã sản xuất các sản phẩm phim hoạt hình với một loạt các công nghệ hoạt hình, bao gồm công nghệ hoạt hình truyền thống, công nghệ hoạt hình trên máy tính và hoạt hình kết hợp với một số cảnh người đóng. Bộ phim đầu tiên của hãng, Nàng Bạch Tuyết và bảy chú lùn, được phát hành vào năm 1937, và bộ phim gần đây nhất, Wreck-It Ralph, ra mắt năm 2012 và đặc biệt là bộ phim Băng giá, được phát hành vào ngày 27 tháng 11 năm 2013, đem lại thành công rất lớn cho hãng khi là bộ phim hoạt hình cao nhất mọi thời đại, đoạt hai giải Oscar cho phim hoạt hình hay nhất và ca khúc sử dụng trong phim hay nhất. Bộ phim gần đây nhất của hãng Big Hero 6, ra mắt vào ngày 7 tháng 11 năm 2014.

### Các phim ngắn
Từ phim Alice Comedies trong thập niên 1920, Walt Disney Animation Studios đã sản xuất một series các phim ngắn xuất sắc, bao gồm phim hoạt hình "Chú chuột Mickey" và series Silly Symphonies. Rất nhiều trong số các phim ngắn này đã cung cấp cho hãng một phương tiện để thử nghiệm các công nghệ mới mà họ sẽ sử dụng trong quá trình sản xuất phim, như việc đồng bộ âm thanh trong Steamboat Willie, việc kết hợp công nghệ hình ảnh ba lớp của Technicolor trong Flowers and Trees, công nghệ máy quay đa cánh trong The Old Mill, công nghệ "hình ảnh khô" - xerography trong Goliath II và công nghệ hoạt hình kết hợp giữa tranh vẽ tay truyền thống và công nghệ mô phỏng hình ảnh trên máy tính (CGI) trong Paperman.

## Hợp tác

### Công viên và các khu nghỉ dưỡng (resorts)
Walt Disney Animation Studios có một số lần cộng tác với Walt Disney Creative Entertainment và Walt Disney Imagineering xây dựng các điểm đến thu hút cho nhiều công viên giải trí và khu nghỉ dưỡng của Disney. Một số địa điểm này là:
- Mickey's PhilharMagic, ở Magic Kingdom và Hong Kong Disneyland
- Stitch's Great Escape!, ở The Magic Kingdom
- Stitch Encounter, ở Hong Kong Disneyland
- Stitch Live!, ở Walt Disney Studios Park
- Fantasmic!, ở Disneyland, Disney's Hollywood Studios và Tokyo DisneySea
- World of Color, ở Disney California Adventure Park
- Disney Dreams!, ở Disneyland Park Paris

### Trò chơi điện tử (Video games)
Walt Disney Animation Studios có một số lần hợp tác với Disney Interactive Studios để sản xuất các trò chơi điện tử dựa trên các phim của hãng. Các trò chơi này là:
- Aladdin, cung cấp hình ảnh những con quái vật và khung cảnh nền
- The Lion King, cung cấp hình ảnh những con quái vật và khung cảnh nền
- Pocahontas, cung cấp hình ảnh những con quái vật và khung cảnh nền
- Disney Infinity, cung cấp chất liệu tham khảo

### Các phim hoạt hình chiếu rạp
Walt Disney Animation Studios đã có một số lần hợp tác với các hãng phim khác để giúp đỡ quá trình sản xuất một số phim hoạt hình. Các phim đó là:
- The Nightmare Before Christmas, cung cấp phần hoạt hình truyền thống cho lớp cảnh thứ hai [85]
- A Goofy Movie, cung cấp phần cốt truyện
- Who Framed Roger Rabbit, cung cấp phần hoạt hình, cấu trúc, bảng truyện (animatics và storyboards) (chỉ bộ phận hoạt hình thực hiện), và hiệu ứng đặc biệt